# حسين أمين الصعبي
حسين بك الأمين الصعبي
من سلالة الأمراء الصعبية.
كان حاكما في النبطية وقرى الشقيف في جبل عامل.

## دوره في حوادث سنة 1860 م
في حوادث سنة 1860 ميلادي كان له دور بارز في حماية المسيحيين، بعد الفتنة التي حدثت بينهم وبين الدروز.
بعد حوادث الجبل عام 1860 فرّ عدد كبير من المسيحيين من قراهم وجاؤوا إلى جبل عامل، فقد نزل بعضهم في دير الزهراني عند الشيخ يوسف نصرالله ، والبعض الآخر في النبطية عند حسين بك الأمين، وقسم منهم ذهب إلى المروانية عند محمد علي شبيب كما ذهب البعض الآخر إلى جباع عند الشيخ علي الحر والشيخ عبد الله نعمة. 
فقد حضر إلى النبطية حوالي 300 من الفارين، أنزلهم حسين بك الصعبي في حي النصارى، وكان يرسل الطعام إلى الجميع صباحا ومساء.
بعدما سمع حسين بك الأمين أخبار هجوم أهل الشوف الدروز على جباع لمطاردة المسيحيين الفارين إليها، خاف أن يتكرر الأمر في النبطية، فجهّز رجاله بقيادة ابن عمه حسن بك الفضل وجمع المسيحيين وسار بهم من النبطية إلى البابلية مرورا بالغازية حتى أوصلهم إلى صيدا.

## عائلته
أخوه سعد الدين.
عمه الشيخ فضل بك الشهير
ابن عمّه حسن بك الفضل
وأولاد حسن بك الفضل هم:  نعيم ومحمود و فضل.

## وفاته
توفي سنة 1282 في النبطية.